# SVC Nordhausen
Der Südharzer Volleyballclub Nordhausen e. V. ist ein deutscher Volleyballverein mit Sitz in der thüringischen Stadt Nordhausen im gleichnamigen Landkreis.

## Geschichte der Männer-Mannschaft
Die Mannschaft spielte ab der Saison 1991/92 in der 2. Bundesliga Süd, bis 1996 als SSV Nordhausen. Wegen eines schweren Busunfalls im Februar 1997 mit teilweise schweren Verletzungen der fast kompletten Mannschaft wurden alle Rückrunden-Spiele der Saison 1996/97 des SVC Nordhausen annulliert. Die Mannschaft erhielt einen Startplatz in der 2. Bundesliga Süd für 1997/98. Nach einem zweiten Platz in der Spielzeit 2000/01 mit 26:12 Punkten zog sich die Mannschaft zurück.
Derzeit spielt die Mannschaft in der Regionalliga Ost.